# Кожевнические бани
Кожевнические бани — здание в стиле конструктивизма, расположенное по адресу Кожевническая улица, 15, строение 1 в Центральном административном округе Москвы. Бани были возведены в 1931—1933 годах по типовому проекту архитектора Владимира Ивашкевича, до 1940-х годов носили название «Бани № 4 Кировского района».
Здание бань приобрело широкую известность благодаря декоративному оформлению конструктивистского фасада, который выступил экспериментальной площадкой для демонстрации различных техник и стилей архитектурной керамики. Верхний уровень ризалитов украшен крупными керамическими фризами. На левом ризалите слева направо изображены сцены сельскохозяйственного труда, спорта и гигиены, авиационные сцены. На правом — сцены тракторно-полевых работ, учёбы и труда, картины индустриализации. В современный период здание было реконструировано, в нём разместился спортивный клуб, однако историческая майолика сохранилась.
Темой фриза главного фасада была «Гигиена и физкультура и их повторение в трудовом процессе» (автор А. Б. Траскунов). Темой бокового правого фриза стала «Гигиена и физкультура в промышленности» (автор В. Е. Ковальский), а левого — «Гигиена и физкультура в сельском хозяйстве» (автор Р. Г. Мурановская). Скульпторы-керамисты В. В. Боркин и З. В. Васильева каждый в отдельности выполнили два барельефа, установленные над главным входом (ныне утрачены).